# Ільницький Микола Іванович
Мико́ла Іва́нович Ільни́цький (1904 , Новий Кропивник, Дрогобицький повіт, Королівство Галичини та Володимирії, Австро-Угорщина  — невідомо ) — український державний діяч. Депутат Верховної Ради УРСР першого скликання (з 1940).

## Біографія
Народився 1904 року в родині селянина, згодом робітника нафтопромислів у селі Новий Кропивник, тепер Дрогобицький район, Львівська область. Працював помічником коваля, робітником нафтових свердловин «Кальварія» у селі Східниці. У 1930-ті роки належав до "виділу читальні «Просвіти» у Східниці під час правління Польської Республіки.
Після приєднання Західної України до СРСР 24 вересня 1939 року увійшов до складу Тимчасового комітету села Східниці на Дрогобиччині. Був обраний депутатом Народних Зборів Західної України. З вересня 1939 року працював начальником дільниці 5-го нафтопромислу «Укрнафтовидобутку» у селі Східниця, начальником групи нафтопромислу в місті Бориславі.
24 березня 1940 року обраний депутатом Верховної Ради УРСР першого скликання по Бориславському виборчому округу № 320 Дрогобицької області.
У 1941 році був евакуйований до Орджонікідзевського (Ставропольського) краю РРФСР, згодом заарештований і висланий до Сибіру.
У списку депутатів, складеному навесні 1945 року, щодо Ільницького зазначено: «вибув з різних підстав»